# Москва в Октябре
«Москва́ в октябре́» («Борьба и победа») — немой, чёрно-белый советский кинофильм режиссёра Бориса Барнета, посвящённый революционным событиям 1917 года в Москве.
Снят в 1927 году на киностудии «Межрабпом-Русь» — к 10-летнему юбилею Октябрьской революции.
Премьера в СССР 7 ноября 1927 года.

## Сюжет
В картине изображены постановочные сцены октябрьского восстания большевиков в Москве, а также предшествующие события. Фильм начинается сценой собрания людей возле памятника Александру Сергеевичу Пушкину, интертитры: «После ИЮЛЬСКИХ дней шли беспрерывные митинги», что указывает на июль 1917 года. Фильм охватывает события с этой даты, вплоть до создания совета народных комиссаров во главе с В.И. Лениным.

## История
Фильм приурочен к 10-летнему юбилею Октябрьской революции и снят по заказу «Октябрьской юбилейной комиссии» при Президиуме ЦИК СССР.
Особого внимания партаппарата удостоились работы Сергея Эйзенштейна, Всеволода Пудовкина, Эсфирь Шуб и Бориса Барнета. Но если фильмы Эйзенштейна — «Октябрь», Пудовкина — «Конец Санкт-Петербурга» и Шуб — «Великий путь», «Падение династии Романовых» получили широкую известность, то фильм Барнета особым успехом не пользовался и вскоре был снят с «большого экрана», изготовлено лишь несколько копий киноленты.
Несмотря на небольшой прокат в СССР, особой критики от прессы не последовало, так как было известно, — сценарий согласован с Истпартом и был просмотрен не только комиссией, отвечавшей за подготовку торжественных мероприятий, но даже на очередном пленуме ЦК ВКП(б).
Фильм сохранился не полностью: несколько частей утеряно в военное время.

Вся картина строилась на точном историческом материале. Сценарий был согласован с Истпартом и партийными организациями. Перед нами были огромные трудности. Нам нужно было уложить всю работу в очень короткий промежуток времени. Самые большие трудности стояли перед нами в инсценировках событий в разных исторических местах. Москва теперь мало похожа на Москву десять лет назад. Так, например, снимать на Советской площади оказалось невозможным из-за исчезновения некоторых зданий, Скобелевского памятника и т. д.— Из статьи Барнета в журнале «Советский экран».

## В ролях
| Актёр             | Роль                                                 |
| ----------------- | ---------------------------------------------------- |
| Василий Никандров | вождь мирового пролетариата Владимир (Ульянов) Ленин |
| Иван Бобров       | большевик                                            |
| Александр Громов  | красногвардеец                                       |
| Анна Стэн         | эпизод                                               |
| Николай Романов   | гимназист                                            |
| Борис Барнет      | эпизод                                               |
| Владимир Цоппи    | белогвардейский офицер                               |
| Мария Шленская    | работница                                            |

| 1. После ИЮЛЬСКИХ дней шли беспрерывные митинги |
| 2. Большевики хотят погубить Россию |
| 3. Война до победного конца |
| 4. Да здравствует временное правительство! |
| 5. ДОЛОЙ |
| 6. — БЕЛОБИЛЕТЧИКИ! |
| 7. — Сволочи, попили нашей..! |
| 8. За единую, НЕДЕЛИМУЮ! |
| 9. — Мужа моего отдайте. |
| 10. За хлебом. |
| 11. Московская буржуазия сплотилась для защиты своего благополучия. |
| 12. П. П. Рябушинский |
| 13. Генералитет |
| 14. — Костлявая рука голода заставит их вернуться к станкам. |
| 15. — Спрятали хлеб, голодом морите!.. |
| 16. — Москву заполняют дезертиры!.. |
| 17. Большевистская зараза должна быть уничтожена |
| 18. Для проверки «преданности» полковник Рябцев назначил парад Московскому гарнизону.                                                                                                |
| 19. В Московских казармах готовились к параду. |
| 20. Парада ЖДАЛИ. |
| 21. Командующий войсками. |
| 22. — Приказ о параде — НЕЗАКОНЕН, — он издан БЕЗ ВЕДОМА наших делегатов. |
| 23. В белую гвардию. (записываются по большей части богатые, хорошо одетые люди) |
| 24. В красную гвардию. (лица рабочие, простые) |
| 25. Контр-революция ВООРУЖАЕТСЯ. |
| 26. Утром строили |
| 27. Солдаты — «двинцы» шли на поддержку Партийного боевого центра. |
| 28. Стой! (а солдаты идут) |
| 29. — СТОЙ! (продолжают идти даже после того как на них наставили пушки) |
| 30. Ультиматум. |
| 31. — КАТЕГОРИЧЕСКИ предлагаю вывести из Кремля 56-й полк. |
| 32. — ВОЗВРАТИТЬ захваченное оружие. |
| 33. РАСПУСТИТЬ Военно-Революционный комитет |
| 34. На размышления даю 20 минут |
| 35. Раненых принесли в здание Московского совета |
| 36. Первая кровь. |
| 37. В обеденный час, КАК ВСЕГДА… |
| 38. КОмендант Кремля БОЛЬШЕВИК Берзин |
| 39. — Дайте мне московский совет! |
| 40. Слушает Военно-Революционный комитет |
| 41. — Говорит комендант Кремля Берзин. |
| 42. −56-й полк ГОЛОДАЕТ, вышлите хлеба |
| 43. — Хлеб ВЫСЛАН. |
| 44. На ужин, как всегда… (все спят, ничего нет, кошка на кухне) |
| 45. Хлеб для 56-го полка |
| 46. -По приказу ВОЕННО-РЕВОЛЮЦИОННОГО комитета |
| 47. Собачьим депутатам — собачья смерть! |
| 48. — КОМЕНДАНТА! |
| 49. — КОМЕНДАНТА! |
| 50. — КОМЕНДАНТА! (буквы больше) |
| 51. -Товарищи, хлеб ВЫСЛАН! |
| 52. …на вокзалах… |
| 53. …МОСТАХ… |
| 54. … хозяйничали ЮНКЕРА |
| 55. Выключить БОЛЬШЕВИСТСКИЕ РАЙОНЫ |
| 56. 64-20 |
| 56. — Московский совет |
| 57. … московский совет |
| 58. -Где-же хлеб и подкрепления? МЫ В КОЛЬЦЕ! |
| 59. — ВСЕ войска на стороне белых… МЫ ПОБЕЖДЕНЫ — СДАВАЙТЕ Кремль. |
| 60. — Кто говорит? |
| 61. — Говорю от имени Военно-Революционного Комитета: СДАВАЙТЕ КРЕМЛЬ. |
| 62. 28 октября, в 7 часов утра… |
| 63. Спровоцированный белыми тов. Берзин вынужден был открыть ворота Кремля. |
| 64. — ЮНКЕРА В КРЕМЛЕ! (драка) |
| 65. Белые торжествовали ВРЕМЕННУЮ победу. (храм христа спасителя) |
| 66. «О даровании победы Христолюбивому воинству» (Священник машет кадилом, красные дерутсяс белыми, прихожане крестятся. Обессиленный рабочий падает на канализационный люк головой, |
| 67. На поддержку ПРОЛЕТАРСКОЙ МОСКВЫ. (вооружённые солдаты едут в битком забитом поезде)                                                                                             |
| 68. Юнкера выступают на позиции. (красные наступают) |
| 69. Артиллерия ПОКА в бой не вступала. |
| 70. По всему городу шли уличные бои. (стёкла бьются, гранаты взрываются, пулемёты стреляют из укрытий)                                                                               |
| 71. Юнкера засели в Алексеевском училище |
| 72. — ЧТО ЖЕ ВЫ, БРАТЦЫ?! (бои продолжаются, люди падают на землю. Красные захватывают кремль. Рабочий солдат врывается в кабинет. Белые с поникшими головами складывают оружие).    |
| 73. — ТОВАРИЩИ, ВЫБРАН (Мужчина кричит) |
| 74. СОВЕТ |
| 75. НАРОДНЫХ |
| 76. КОММИСАРОВ |
| 77. ЛЕНИН в исполнении уральскоро рабочего НИКАНДРОВА (Ленин говорит) |

## Статьи и публикации
- Борис Барнет. Москва в Октябре // Советский экран : журнал. — 1927. — Ноябрь (№ 42).
- Олег Ковалов. Юбилейное // Сеанс : журнал. — 2008. — № 55, 56. — ISSN 0136-0108.
- Shari Kizirian. October: The End of a Revolution (англ.) // Senses of Cinema : journal. — 2011. — March. — ISSN 1443-4059.
- Anna Avrekh. The Girl with the Hatbox (англ.) // British Film Institute (BFI) : review at San Francisco Silent Film Festival. — 2006. Архивировано 27 июня 2017 года.
- Ольга Романова. «Октябрь» Эйзенштейна: между художественным изобретением и мифом о революции // «Уроки истории. XX век» : Международный Мемориал, проект. — 2011. — 7 ноября. Архивировано 15 ноября 2011 года.